# Maculinea lucida
Maculinea lucida är en fjärilsart som beskrevs av Geest 1903. Maculinea lucida ingår i släktet Maculinea och familjen juvelvingar. Inga underarter finns listade i Catalogue of Life.